# Religia w województwie pomorskim
Religia w województwie pomorskim – artykuł zawiera listę kościołów i związków wyznaniowych działających na terenie województwa pomorskiego.

## Kościół katolicki
Obrządek łaciński
- Metropolia gdańska

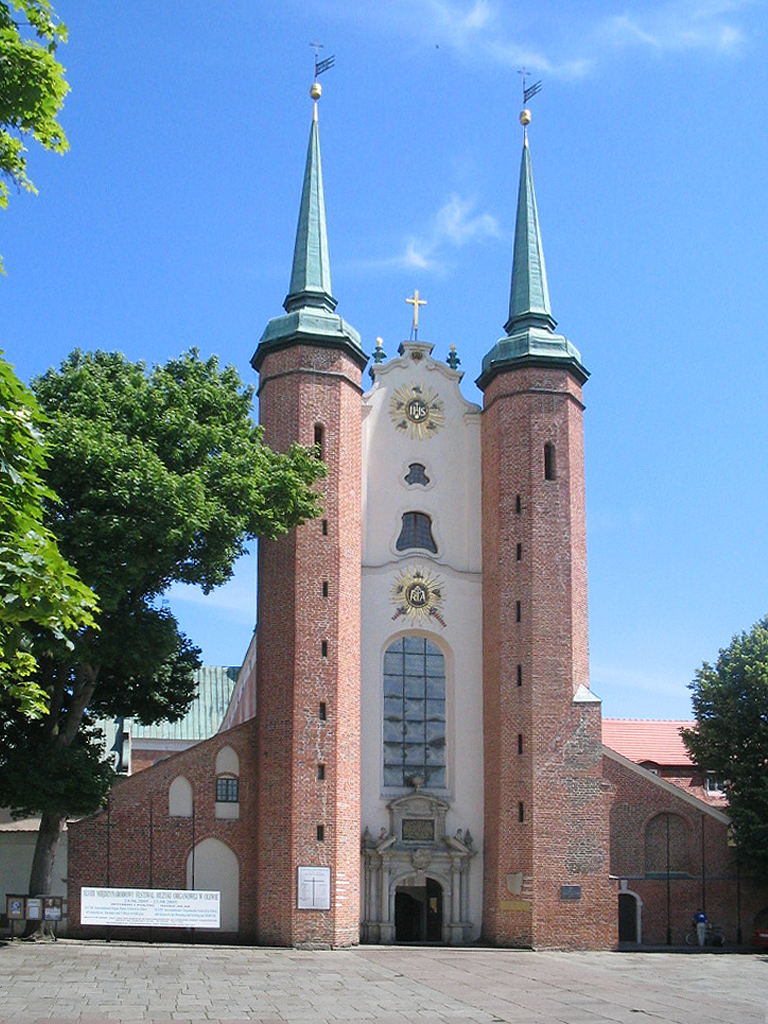
Bazylika archikatedralna Świętej Trójcy w Gdańsku–Oliwie

  - Archidiecezja gdańska – dekanaty: Gdańsk-Śródmieście; Gdańsk-Dolne Miasto; Gdańsk-Łostowice; Gdańsk-Siedlce; Gdańsk-Wrzeszcz; Gdańsk-Oliwa; Gdańsk-Przymorze; Gdynia-Śródmieście; Gdynia-Orłowo; Gdynia-Chylonia; Gdynia-Oksywie; Kielno; Kolbudy; morski; Luzino; Pruszcz Gdański; Puck; Reda; Sopot; Trąbki Wielkie; Wejherowo; Żarnowiec; Żukowo; Żuławy Steblewskie[1]
  - Diecezja pelplińska (część) – dekanaty: Borzyszkowy; Brusy; Bytów; Chojnice; Czersk (część); Człuchów; Gniewino; Gniew; Główczyce; Kamień Krajeński (część); Kartuzy; Kościerzyna; Lębork; Łeba; Łupawa; Nowe nad Wisłą (część); Pelplin; Rytel (część); Sierakowice; Skarszewy; Skórcz; Starogard Gdański; Stężyca; Tczew; Zblewo[2]
- Metropolia szczecińsko-kamieńska
  - Diecezja koszalińsko-kołobrzeska (część) – dekanaty: Czarne (część); Miastko; Polanów (część); Sławno (część); Słupsk–Wschód; Słupsk–Zachód (część); Ustka (część)
- Metropolia warmińska
  - Diecezja elbląska (część) – dekanaty: Dzierzgoń (część); Kwidzyn–Śródmieście; Kwidzyn–Zatorze; Malbork I; Malbork II; nadmorski – Stegna; Nowy Dwór Gdański; Nowy Staw; Prabuty; Sztum

Obrządek bizantyjsko-ukraiński

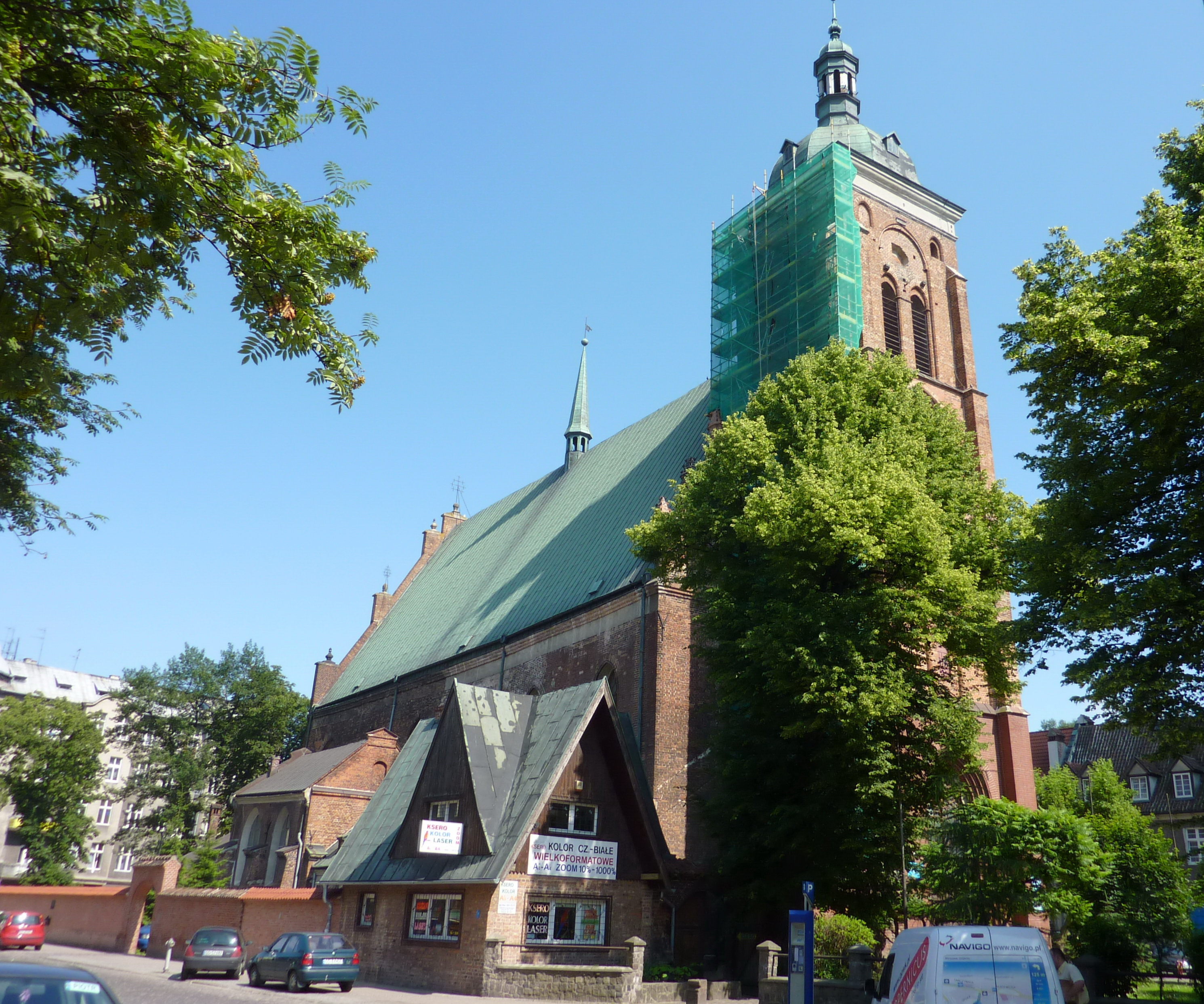
Konkatedra greckokatolicka św. Bartłomieja i Opieki Najświętszej Bogurodzicy w Gdańsku

- Archieparchia przemysko-warszawska
  - Dekanat elbląski (część) – parafie: Dzierzgoń; Ostaszewo; Żelichowo.
- Eparchia wrocławsko-gdańska
  - Dekanat słupski (część) – parafie: Barcino; Barkowo; Bytów; Człuchów; Dębnica Kaszubska; Gdańsk; Lębork; Miastko; Międzybórz; Słupia; Słupsk; Smołdzino[3].

Obrządek ormiański
- Parafia: Gdańsk[4].

## Starokatolicyzm

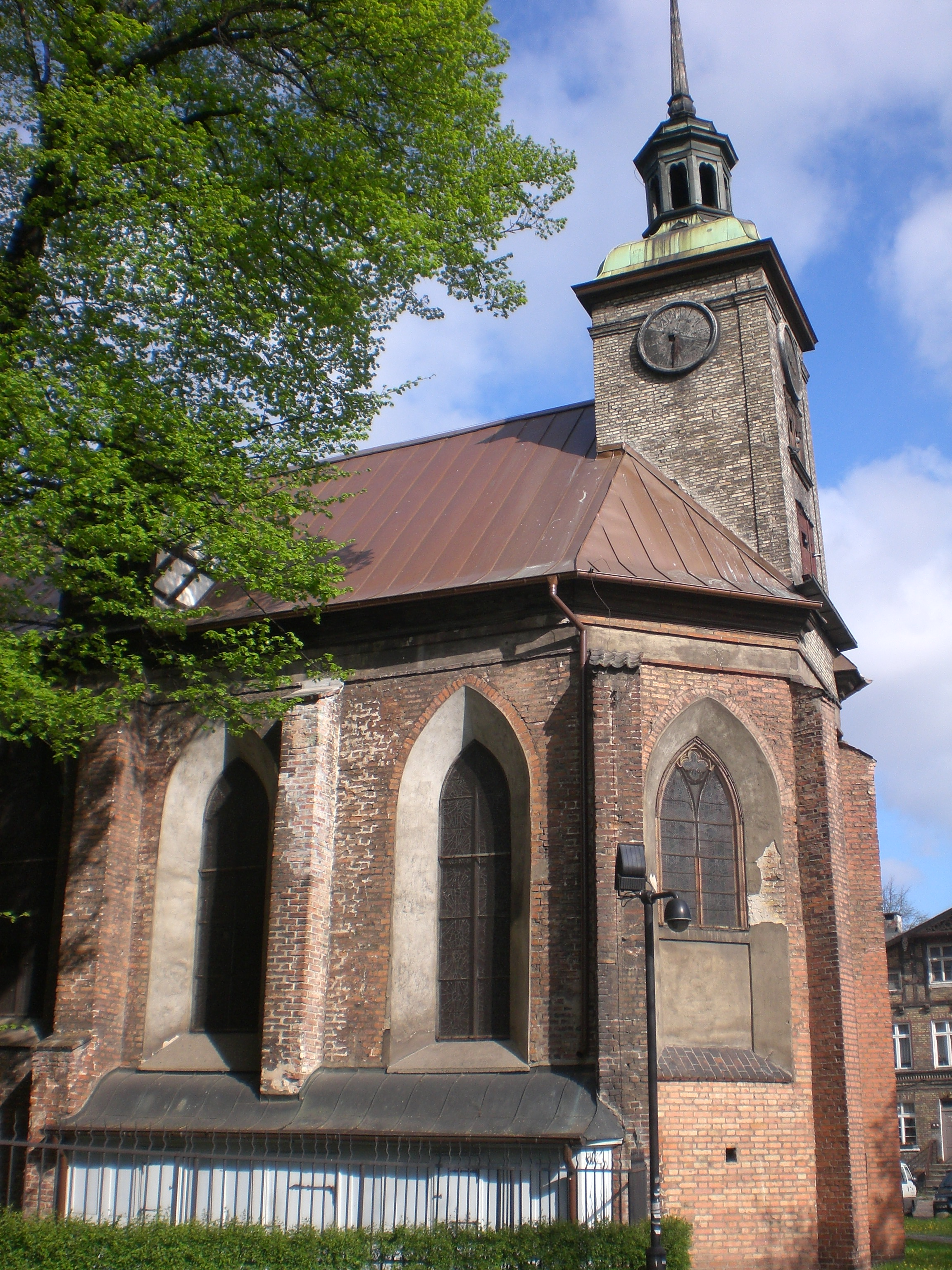
Kościół polskokatolicki Bożego Ciała w Gdańsku

### Kościół Polskokatolicki
- Diecezja warszawska
  - Dekanat pomorsko-warmiński (część) – parafie: Gdańsk; Gdynia[5].

### Polski Narodowy Katolicki Kościół w Kanadzie – Seniorat Misyjny w Polsce
- Parafia: Gdańsk[6].

### Kościół Katolicki Mariawitów
- Diaspora w Gdańsku[7].

## Prawosławie

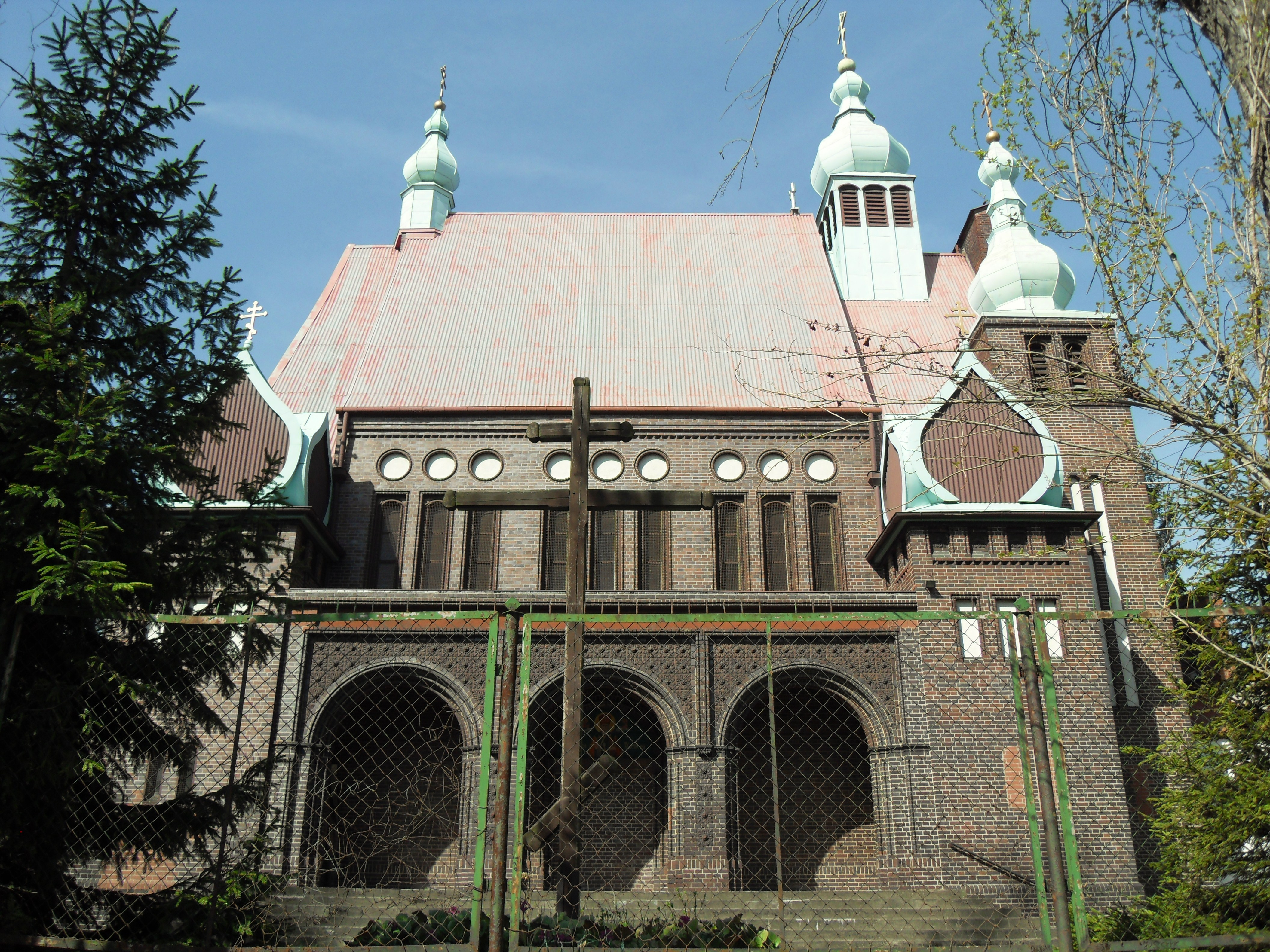
Prawosławna cerkiew konkatedralna św. Mikołaja w Gdańsku

### Polski Autokefaliczny Kościół Prawosławny
- Diecezja białostocko-gdańska
  - Dekanat Gdańsk (część) – parafia: Gdańsk[8].
- Diecezja wrocławsko-szczecińska
  - Dekanat Koszalin (część) – parafia: Słupsk[9].
- Prawosławny Ordynariat Wojska Polskiego – parafia: Gdańsk[10].

## Protestantyzm

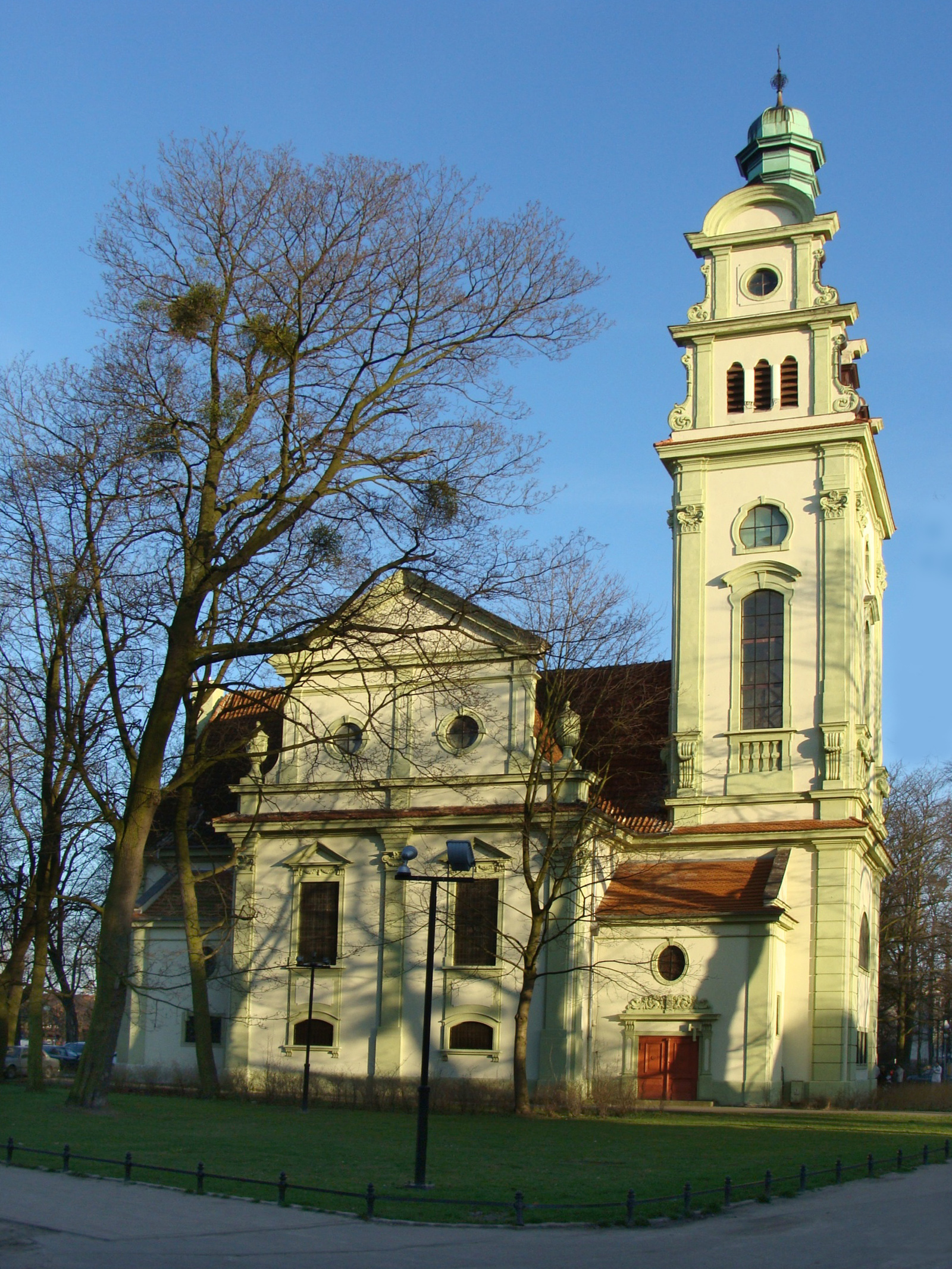
Kościół Zbawiciela w Sopocie (ewangelicko-augsburski)

### Luteranizm
- Kościół Ewangelicko-Augsburski
  - Diecezja pomorsko-wielkopolska (część)
    - Parafie: Słupsk (filiały – Gardna Wielka, Główczyce, Lębork); Sopot (filiały – Tczew, Wierzchucino).
    - Filiały: Mikołajki Pomorskie (parafii w Elblągu); Wołcza Wielka (parafii w Koszalinie).

### Kalwinizm
- Kościół Ewangelicko-Reformowany – diaspora w Sopocie[11].
- Ewangeliczny Kościół Reformowany – zbór: Gdańsk[12].

### Metodyzm
- Kościół Ewangelicko-Metodystyczny
  - Okręg zachodni (część) – parafie: Gdańsk–Wrzeszcz; Słupsk[13].

### Baptyzm
- Kościół Chrześcijan Baptystów
  - Okręg Gdański (część)
    - zbory: Chojnice; Gdańsk (3); Gdynia; Malbork; Sopot, Kartuzy
    - placówki: Wejherowo; Tczew, Nowy Dwór Gdański[14].

### Ruch Zielonoświątkowy
- Kościół Zielonoświątkowy
  - Okręg pomorski (część) – zbory: Broczyna; Bytów; Chojnice; Człuchów; Gdańsk (3); Gdynia (3); Kościerzyna; Kwidzyn; Lębork; Malbork; Miastko; Nowy Dwór Gdański; Pruszcz Gdański; Słupsk; Tczew; Ustka; Wejherowo[15].
- Kościół Boży – zbór: Gdynia[16]
- Kościół Boży w Chrystusie – zbory: Gdynia; Malbork; Słupsk[17].
- Kościół Chrześcijański „Słowo Wiary” – zbór: Gdynia.

### Kościoły Chrystusowe (Campbellici)
- Kościół Chrystusowy w RP – zbór: Gdynia–Orłowo[18].
- Kościół Chrystusowy w Polsce – zbór: Sopot.

### Bracia plymuccy
- Kościół Wolnych Chrześcijan w RP – zbór: Gdańsk[19].

### Adwentyzm
- Kościół Adwentystów Dnia Siódmego – zbory: Chojnice, Elbląg, Gdańsk, Gdynia; grupy: Bytonia, Kartuzy, Lębork, Pruszcz Gdański, Sztum; Świerki[20].

## Restoracjonizm
- Świadkowie Jehowy – 9406 głosicieli należących do 81 zborów (w tym także zbór angielskojęzyczny, zbór i cztery grupy rosyjskojęzyczne, zbór i grupa języka migowego, dwa zbory i dwie grupy ukraińskojęzyczne, grupa hiszpańskojęzyczna)[21].
  - Zbory: Bytów, Chojnice (2), Czersk, Człuchów (2), Dębnica Kaszubska, Debrzno, Dzierzgoń, Gdańsk (21), Gdynia (8), Gniew, Kartuzy, Kępice, Kolbudy, Kościerzyna, Kwidzyn (3), Lębork (2), Łęgowo, Malbork (4), Miastko, Nowy Dwór Gdański (2), Pruszcz Gdański (2), Puck-Władysławowo, Reda, Rumia, Ryjewo, Smołdzino, Słonowice, Słupsk (5), Sopot (1), Starogard Gdański (3), Sztum, Tczew (3), Ustka (2), Wejherowo (3), Żukowo[21].
  - Sala Zgromadzeń w Malborku.
- Świecki Ruch Misyjny „Epifania” – zbory: Gdańsk, Przezmark[22].
- Kościół Jezusa Chrystusa Świętych w Dniach Ostatnich – gmina: Gdańsk[23].
- Kościół Nowoapostolski – zbór: Gdynia

## Judaizm
- Filia ZGWŻ w Gdańsku
  - Synagoga: Gdańsk-Wrzeszcz[24].

## Islam
- Muzułmański Związek Religijny – gmina: Gdańsk[25].

## Karaimizm
- Karaimski Związek Religijny – dżymat: Gdańsk[26].

## Buddyzm
- Buddyjski Związek Diamentowej Drogi Linii Karma Kagyu – ośrodek: Gdańsk[27].

## Rodzimowierstwo słowiańskie
- Chram Jantar-ZWRP Ród  - ośrodek trójmiasto i województwo Pomorskie